# فلوریان بیانچینی
فلوریان بیانچینی (انگلیسی: Florian Bianchini؛ زادهٔ ۲۵ ژوئن ۲۰۰۱) بازیکن فوتبال است.
وی همچنین در تیم ملی فوتبال زیر ۱۹ سال فرانسه بازی کرده‌است.